# 2024-es sakkolimpia
A 45. nyílt és 30. női sakkolimpiát 2024. szeptember 10. és szeptember 22. között Budapesten rendezték meg. Budapest adott otthont 1926-ban a 2. nem hivatalos sakkolimpiának is.
A sakkolimpia helyszíne a BOK Sportcsarnok volt.
A versenyre előzetesen a nyílt szekcióban 197, a női szekcióban 189 csapat nevezett, végül a nyílt versenyen 189, a nőin 169 csapat vett részt. Ez mindkét szekcióban rekordnak számít, annak ellenére, hogy több ország vízumproblémák miatt nem tudott résztvenni a tornán. A rendező Magyarország több csapattal képviselhette magát, így a nyílt és női versenyben egyaránt 3-3 csapatot indított. A sakkolimpiák történetében először az ENSZ Menekültügyi Főbiztosa is állított csapatot.
A nyílt versenyen a címvédő Üzbegisztán, a női versenyen Ukrajna csapata volt. A győzelmet ezúttal mind a nyílt mind a női versenyen India csapata szerezte meg. A nyílt versenyen a 21 mérkőzésponttal fölényesen győztes Indiát a 2–6. helyen öt csapat követte azonos, 17 ponttal: az Amerikai Egyesült Államok, Üzbegisztán, Kína, Szerbia és Örményország. A női versenyen a 19 mérkőzésponttal győztes India mögött Kazahsztán lett a második 18 ponttal, 3–6. helyen 17 ponttal az Amerikai Egyesült Államok, Spanyolország, Örményország és Grúzia osztozott.
A nyílt versenyen az előzetesen 9. helyre rangsorolt Magyarország "A" válogatottja a holtversenyes 7–13., végeredményben a 11. helyen, a női versenyen az előzetesen 14. helyre rangsorolt magyar "A" csapat a 13–21., végeredményben a 14. helyen végzett. Az egyéni teljesítmények alapján Gledura Benjámin az 5. táblán elért eredményével ezüstérmet kapott.
A sakkolimpia ideje alatt rendezték meg a Nemzetközi Sakkszövetség (FIDE) 95. kongresszusát, amelyen a FIDE megalakulásának 100. évfordulója alkalmából több díjat osztottak ki. A 100 év legjobb női játékosa díjat Polgár Judit, a legjobb női edző díjat Polgár Zsuzsa kapta. A kongresszus elutasította a Kirgiz Sakkszövetségnek azt a javaslatát, hogy állítsák vissza az orosz és a fehérorosz sakkszövetség teljes jogú tagságát.

## A lebonyolítás szabályai
A versenyt 11 fordulós svájci rendszerű verseny formájában rendezték. A gondolkodási idő minden játszmában versenyzőnként 90 perc az első 40 lépés megtételére, majd a 40. lépést követően újabb 30 percet kaptak, amely időhöz az első lépéstől kezdve lépésenként 30 másodperc többletidő adódott hozzá. Döntetlenben megegyezni csak a 30. lépés után lehetett.
Egy csapat öt versenyzőt nevezhetett, közülük fordulónként négy játszott. Az egyes fordulókban a játékosok a verseny kezdete előtt leadott táblasorrend alapján ülhettek asztalhoz.

### Sorrend meghatározása
A sorrendet az egyes csapatok által szerzett mérkőzéspontok határozták meg, amely szerint a győztes csapat 2 pontot, döntetlen esetén mindkét csapat 1 pontot kapott. Holtverseny esetén először az olimpiai Sonneborn–Berger-számítást vették alapul, amelynél kihagyták a leggyengébben szerepelt csapat pontszámát; ha ez is egyenlő volt, akkor a csapatok játékosai által gyűjtött pontszámok döntöttek, ha ez is egyenlő, akkor az ellenfél csapatok által szerzett meccspontokat számolták össze, a számításból kihagyva a leggyengébb csapat pontszámát.

### Menetrend
A nyitóünnepséget szeptember 10-én rendezték, ezt követően került sor a csapatkapitányi értekezletre, ahol a szakvezetők leadták a végleges táblasorrendet. Az első forduló mérkőzéseire szeptember 11-én került sor, majd minden nap 1 fordulót játszottak. A hatodik fordulót követően, szeptember 17-én egy pihenőnap következett, majd szeptember 18–22. között szünnap nélkül folytatódott a verseny a 7–11. fordulóval. A mérkőzések az utolsó forduló kivételével 15 órakor kezdődtek. Az utolsó forduló kezdete 11 óra, majd aznap 20 órakor következett a záróünnepség.

## Résztvevők
| - Afganisztán - Albánia - Algéria - Andorra - Amerikai Egyesült Államok - Amerikai Virgin-szigetek - Anglia - Angola - Antigua és Barbuda - Argentína - Aruba - Ausztrália - Ausztria - Azerbajdzsán - Bahama-szigetek - Bahrein - Banglades - Barbados - Belgium - Belize - Bermuda - Bhután - Bolívia - Bosznia-Hercegovina - Botswana - Brazília - Brit Virgin-szigetek - Brunei - Bulgária - Burkina Faso - Burundi - Chile - Costa Rica - Ciprus - Comore-szigetek - Csád - Csehország - Dánia - Dél-afrikai Köztársaság - Dél-Korea - Dél-Szudán - Dominikai Közösség - Dominikai Köztársaság - Dzsibuti - Ecuador - Egyenlítői-Guinea - Egyesült Arab Emírségek - Egyiptom - Elefántcsontpart | - Eritrea - Észak-Macedónia - Észtország - Etiópia - Feröer - Fidzsi-szigetek - Finnország - Franciaország - Fülöp-szigetek - Gabon - Gambia - Grúzia - Ghána - Görögország - Grenada - Guam - Guatemala - Guernsey Bailiffség - Guyana - Haiti - Hollandia - Holland Antillák - Honduras - Hongkong - Horvátország - Izland - India - Indonézia - Irán - Irak - Írország - Izrael - Jamaica - Japán - Jemen - Jersey Bailiffség - Jordánia - Kajmán-szigetek - Kambodzsa - Kamerun - Kanada - Katar - Kazahsztán - Kenya - Kína - Kolumbia - Kongói Demokratikus Köztársaság - Koszovó - Közép-afrikai Köztársaság - Kuba | - Kuvait - Kirgizisztán - Laosz - Lengyelország - Lettország - Libanon - Lesotho - Libéria - Líbia - Liechtenstein - Litvánia - Luxemburg - Makaó - Madagaszkár - Magyarország - Magyarország 2 - Magyarország 3 - Malajzia - Malawi - Maldív-szigetek - Mali - Málta - Man-sziget - Marokkó - Mauritánia - Mauritius - Menekültek - Mexikó - Mianmar - Moldova - Monaco - Mongólia - Montenegró - Mozambik - Namíbia - Németország - Nepál - Nicaragua - Niger - Nigéria - Norvégia - Olaszország - Omán - Örményország - Pakisztán - Palau - Palesztina - Panama - Pápua Új-Guinea | - Paraguay - Peru - Portugália - Puerto Rico - Románia - Saint Kitts és Nevis* - Saint Lucia - Saint Vincent és a Grenadine-szigetek - Salvador - San Marino - São Tomé és Príncipe - Seychelle-szigetek - Spanyolország - Sierra Leone - Skócia - Srí Lanka - Suriname - Svájc - Svédország - Szaúd-Arábia - Szenegál - Szerbia - Szingapúr - Szlovákia - Szlovénia - Szomália - Szudán - Szváziföld - Szíria - Tádzsikisztán - Tajvan - Tanzánia - Thaiföld - Togo - Törökország - Trinidad és Tobago - Tunézia - Türkmenisztán - Uganda - Ukrajna - Uruguay - Új-Zéland - Üzbegisztán - Vanuatu - Venezuela - Vietnám - Wales - Zambia - Zimbabwe - Zöld-foki Köztársaság |

A dőlt betűvel jelzett országok csak a nyílt versenyen vesznek részt.
A *-gal jelölt ország csak a női versenyen vesz részt.
A Nemzetközi Sakkszövetség 202 tagállamából 195 állított legalább az egyik versenyen csapatot. A nyílt versenyen így 197, a női versenyen 184 csapat vett részt.

### Nyílt verseny
Az erősorrendet a 2757-es átlag-Élő-pontszámmal rendelkező Amerikai Egyesült Államok válogatottja vezette a 2753 pontátlagú India és a 2724-es átlagos Élő-ponttal rendelkező Kína előtt. A címvédő Üzbegisztán csapatösszeállítása változatlan volt a 2022-es olimpiához képest, így 2690-es pontátlaggal a negyedik helyen szerepelt. A nyílt versenyen a regnáló világbajnok Ting Li-zsen mellett két exvilágbajnok, a világranglistát vezető norvég Magnus Carlsen, az ukrán Ruszlan Ponomarjov, valamint a 2018-as sakkvilágbajnokság kihívója, az amerikai Fabiano Caruana is részt vett. A világranglista első tíz helyezettje közül csak az amerikai Nakamura Hikaru, a francia Ali-Reza Firuzdzsa és az orosz Jan Nyepomnyascsij hiányzott a versenyről.
Az első hat legerősebb csapat összeállítása a legjobb négy versenyző Élő-pontszámának átlagával:
1. Egyesült Államok (2757): Fabiano Caruana 2798, Wesley So 2752, Leinier Domínguez 2748, Levon Aronján 2729, Ray Robson 2700
2. India (2753): Dommarázu Gukés 2764, Ramésubábu Piraknyánanda 2750, Erigaiszi Arzun 2778, Vidit Szantós Gudzsaráti 2720, Pendjála Harikrisna 2686
3. Kína (2724): Ting Li-zsen 2736, Vej Ji 2762, Jü Jang-ji 2703, Pu Hsziang-cse 2693, Jüe Vang 2637
4. Üzbegisztán (2690): Nodirbek Abdusattorov 2766, Nodirbek Yoqubboyev 2666, Javohir Sindarov 2677, Shamsiddin Vohidov 2650, Jahongir Vohidov 2571
5. Hollandia (2682): Anish Giri 2724, Jorden van Foreest 2696, Max Warmerdam 2679, Erwin L'ami 2628, Benjamin Bok 2596
6. Norvégia (2670): Magnus Carlsen 2832, Johann-Sebastian Christiansen 2661, Aryan Tari 2642, Elham Amar 2539, Frode Urkedal 2546

#### A magyar csapatok
Rendezőként Magyarország 3 csapatot is indíthatott. Az "A" csapat szövetségi kapitánya Ács Péter, a "B" csapaté Medvegy Zoltán, a "C" csapaté Gonda László volt. Az átlag-Élő-pontszám szerinti erősorrendben az "A" csapat a 9., a "B" csapat a 26., a "C" csapat az 54. helyen állt.
Az "A" csapat tagjai:
1. GM Rapport Richárd 2715, aki korábban 2014-ben az ezüstérmes magyar csapat tagjaként, majd 2016-ban első táblásként szerepelt sakkolimpián.
2. GM Lékó Péter 2666, korábban többször a magyar csapat első táblása, kétszer nyert ezüstérmet csapatban, 2008-ban egyéni aranyérmet kapott.
3. GM Szanan Szjugirov 2644, aki Oroszországot elhagyva 2023 óta játszik magyar színekben.
4. GM Berkes Ferenc 2605, a csapat rutinos tagja, eddig nyolcszor játszott sakkolimpián.
5. GM Gledura Benjámin 2628, 2016 óta minden alkalommal tagja volt a csapatnak, kivéve 2022-ben, mikor röviddel a verseny kezdete előtt lépett vissza.

A "B" csapat tagjai:
1. GM Kozák Ádám 2609
2. GM Bánusz Tamás 2605
3. GM Prohászka Péter 2542
4. GM Antal Gergely 2544
5. GM Papp Gábor 2550

A "C" csapatban 25 év alatti játékosok kapnak helyet, ennek tagjai:
1. GM Kántor Gergely 2537
2. IM Krstulovic Alex 2452
3. FM Juhász Ágoston 2427
4. IM Karácsonyi Gellért 2403
5. IM Vanczák Tamás 2401

### Női verseny
Az erősorrendet a a 2467-es átlag-Élő-pontszámmal rendelkező India válogatottja vezette a 2462 pontátlagú Grúzia és a 2422-es átlagos Élő-ponttal rendelkező Lengyelország előtt. A címvédő Ukrajna 2400-as pontátlaggal az ötödik helyen állt.
Az első hat legerősebb csapat összeállítása a legjobb négy versenyző Élő-pontszámának átlagával:
1. India (2467): Drónavalli Hárika 2502, Ramésubábu Vaisáli 2498, Divja Desmukh 2483, Vantika Aharvál 2370, Tánija Szacsdév 2386
2. Grúzia (2462): Nana Dzagnidze 2508, Lela Dzsavahisvili 2446, Nino Baciasvili 2461, Bela Hotenasvili 2432, Szalome Melia 2293
3. Lengyelország (2422): Alina Kaslinszkaja 2490, Monika Soćko 2422, Alekszandra Malcevszkaja 2404, Oliwia Kiołbasa 2348, Alicja Śliwicka 2373,
4. Kína (2416): Csu Csin-er 2487, Szung Jü-hszin 2373, Kuo Csi 2367, Ni Si-csün 2348, Lu Miao-ji 2438
5. Ukrajna (2400): Julija Oszmak 2471, Anna Usenyina 2417,  Natalija Buksza 2387, Inna Haponenko 2324, Jevhenyija Doluhanova 2304
6. Azerbajdzsán (2398): Günay Məmmədzadə 2433, Ülviyyə Fətəliyeva 2378, Gövhər Bəydullayeva 2395, Xanım Balacayeva 2384, Gülnar Məmmədova 2336

#### A magyar csapatok
Rendezőként Magyarország 3 csapatot indított. Az "A" csapat szövetségi kapitánya Fodor Tamás, a "B" csapaté Galyas Miklós, a "C" csapaté Csonka Balázs volt. Az átlag-Élő-pontszám szerinti erősorrendben az "A" csapat a 14., a "B" csapat a 31., a "C" csapat az 50. helyen állt.
Az "A" csapat tagjai:
1. WIM Gaál Zsóka 2385
2. GM Hoang Thanh Trang 2351
3. WIM Terbe Julianna 2245
4. WGM Papp Petra 2259
5. WGM Lázárné Vajda Szidónia 2283

A "B" csapat tagjai:
1. WIM Mihók-Juhász Barbara 2193
2. WGM Lakos Nikoletta 2192
3. WFM Karácsonyi Kata 2233
4. WFM Demeter Dorina 2199
5. WIM Terbe Zsuzsanna 2168

A "C" csapatban 25 év alatti játékosok kapnak helyet, ennek tagjai:
1. Sulyok Eszter 2080
2. WFM Tóth Lili 2105
3. WFM Gömböcz Zsófia 2061
4. Nandin-Erdene Davaademberel 2039
5. WCM Sipos Stefánia 1993

## A verseny lefolyása

### Nyílt verseny

#### 1. forduló
Az 1. fordulóban a nevezett 197 csapat közül végül 178-at párosítottak. A sorsolási rendszerben átlag Élő-pontszám alapján állították sorba a csapatokat. Az így legerősebb csapat a 91. helyre rangsorolt csapattal, a második a 92. helyezettel játszott, és a párosítást így folytatták tovább. Döntetlen eredmény nem született, így a fordulót követően 89 csapat szerezte meg a 2 csapatpontot, közülük 56 csapat győzött 4–0 arányban. Meglepetés volt, hogy az 1. helyre rangsorolt Amerikai Egyesült Államok csak 3½–½ arányban győzött a 91. helyen jegyzett Panama együttese ellen. Az előkelő helyre rangsorolt csapatok közül ugyancsak fél játszmapontot vesztett Üzbegisztán, Norvégia, Németország, Anglia, Irán, Németország, Azerbajdzsán és Franciaország. A 9. kiemelt Magyarország "A" csapata biztosan verte 4–0 arányban El Salvador együttesét. Ugyanilyen arányban győzött a 25. kiemelt "B" és az 55. helyre rangsorolt "C" csapat is.

#### 2. forduló
A 2. forduló után már csak 39 ország állt 2 csapatponttal, közülük csupán 3 együttes nyerte mindkét meccsét 4–0 arányban, India, Szlovénia és Grúzia. Magyarország "A" csapata is vesztett fél játszmapontot Peru ellen, de biztos 3½–½ arányban győzött. A magyar "B" csapat 3–1-re verte Skóciát, míg a "C" csapat ugyanilyen arányban vereséget szenvedett a 11. helyre rangsorolt Lengyelországtól. A fordulóban fél játszmapontot adott le az elsők közé rangsorolt Kína, Spanyolország és Ukrajna, és nagy meglepetésnek számított, hogy Hollandia csak 2½–1½ arányban tudta legyőzni Belgium együttesét.

#### 3. forduló
A 3. fordulót követően még 13 csapat állt 6 csapatponttal, azaz mindhárom addigi mérkőzését nyerte, de már nem volt olyan csapat, amely ne vesztett volna legalább ½ játszmapontot. A legjobban ilyen szempontból India csapata állt, 11½ ponttal, megelőzve a 11 játszmapontos Amerikai Egyesült Államokat. A 3–5. helyen Üzbegisztán, Kína és Vietnam állt 10,5 játszmaponttal, őket nyolc csapat – köztük Magyarország "A" csapata – követte 10 játszmaponttal. Ebben a fordulóban a magyar "A" csapat szoros mérkőzésen 2½–1½ arányban nyert Ausztria ellen, a "B" csapat fél pontot tudott elcsípni a végső győzelemre is esélyes India csapatától, míg a "C" csapat 3½–½ arányban verte Szudán válogatottját. Ebben a fordulóban ült először táblához az exvilágbajnok, világranglista vezető Magnus Carlsen is a norvég csapat első tábláján.

#### 4. forduló
A 4. fordulót követően már csak nyolc csapat, köztük Magyarország "A" csapata rendelkezett 8 ponttal, azaz ennyien nyerték meg mind a négy mérkőzésüket. A játszmapontszámot tekintve India kimagaslott 15 ponttal, megelőzve a 13,5 játszmaponttal álló Spanyolorszégot és Vietnámot, valamint a 13 játszmapontos Kínát és Azerbajdzsánt. A forduló meglepetését jelentette, hogy a mindössze 15. helyre rangsorolt Ukrajna csapata 2½–1½ arányban legyőzte az Amerikai Egyesült Államokat. Magyarország "A" csapata a fordulót követően a 7. helyen állt, miután 2½–1½ arányban győztek Olaszország ellen. A magyar "B" csapat 3–1 arányban győzte le Japánt, a "C" csapat 2½–1½ arányú vereséget szenvedett Indonéziától.

#### 5. forduló
Az 5. fordulóban a magyar "A" csapat az előző forduló legnagyobb meglepetését okozó Ukrajna válogatottjával került szembe. A csapat, Rapport győzelmével 2½–1½ arányban győzött, ezzel továbbra is a maximálisan szerezhető csapatpontszámmal rendelkezett, és feljött a 4. helyre. A 8 pontos csapatok összecsapásán az indiaiak biztosan verték 3–1 arányban Azerbajdzsánt, Kína és Vietnam egyaránt 2½–1½ arányban verte Spanyolországot, illetve Lengyelországot. A fordulót követően így már csak négy csapat, India, Kína, Vietnam és Magyarország rendelkezett a maximálisan szerezhető 10 ponttal. A magyar "B" csapat 2½–1½-re kikapott Chilétől, a "C" csapat 4–0 arányban verte a gyengébb képességű Libanont.

#### 6. forduló
A 6. fordulóban az éllovas, és a versenyen 2. kiemelt India 3–1 arányban legyőzte az addig veretlen magyar "A" válogatottat, míg a forduló előtt szintén holtversenyben az élen álló Kína és Vietnam 2–2 arányú döntetlenre végzett. Ezzel a verseny félidejében India egyedüliként vette át a vezetést a tabellán 12 ponttal, őket Vietnam, Kína és Irán csapata követte 11–11 mérkőzésponttal. Magyarország a vereségével a 9. helyre esett vissza. Meglepetésre az 1. kiemelt Amerikai Egyesült Államok csapata továbbra is gyengélkedik, és csak 2–2-es döntetlent ért el Románia csapata ellen. A magyar "B" csapat 2–2-es eredményt ért el Banglades ellen, míg a "C" csapat 3½–½ arányban verte Thaiföld együttesét.

#### 7. forduló
Az éllovas India ismét győzött, ezúttal Kína ellen 2½–1½ arányban. A 2. helyre Irán csapata jött fel, miután 2½–1½-re legyőzték Vitenamot. Ugyanilyen arányban győzött a magyar "A" csapat is Litvánia ellen, ezzel a 3–6., ezen belül a 4. helyre ugrott. A 3. helyen a fordulót követően a magyarokkal azonos pontszámmal Üzbegisztán, illetve az 5. helyen Örményország, a 6. helyen Szerbia állt. A magyar "B" csapat 3½–½-re győzte le Venezuelát, ezzel a 39. helyre ugrott; a "C" csapat ugyanilyen arányban kapott ki Dániától, ezzel visszacsúsztak az 54. helyre.

#### 8. forduló
India nagy arányban, 3½–½ arányban legyőzte Iránt, ezzel továbbra is pontveszteség nélkül állt. A dobogóért küzdők rangadóit Üzbegsztán és Magyarország egyaránt 2½–1½ arányban nyert Szerbia, illetve Örményország ellen, a győzelemmel holtversenyben a 2. és 3. helyre kerültek 14 mérkőzésponttal. Őket 13 ponttal követte Kína, az Amerikai Egyesült Államok és Irán. A magyar "B" csapat 2–2 arányú döntetlent játszott Belgiummal, ezzel a 43. helyre került, a "C" csapat 2½–1½-re kikapott Angolától, és ezzel a 77. helyig estek vissza.

#### 9. forduló
A fordulót követően már nem volt hibátlan csapat, mert a vezető indiaiak döntetlent játszottak Üzbegisztánnal, de így is két pont előnnyel, 17 ponttal vezették a tabellát. Az erőviszonyok alapján első helyre rangsorolt Amerikai Egyesült Államok éppen a Magyarország elleni 2½–1½ arányú győzelmével 15 pontos lett, és fellépett a 2. helyre. Ugyancsak 15 ponttal állt Üzbegisztán és Kína. Az élmezőnyt az 5–9. helyen 14 ponttal öt csapat követte, köztük Magyarország "A" válogatottja a 8. helyen. A magyar "B" csapat 3–1-re verte Finnországot, és a 32. helyre léptek, míg a "C" csapat 2½–1½-re győzött Madagaszkár ellen, ezzel a 70. helyre ugrottak.

#### 10. forduló
Az utolsó előtti fordulóban India legyőzte 2½–1½ arányban az Amerikai Egyesült Államok csapatát, ezzel 19 mérkőzésponttal, két pont előnnyel várhatta az utolsó fordulót. A második helyre Kína jött fel 17 ponttal, akik ugyancsak 2½–1½-re győztek Üzbegisztán ellen. A harmadik helyen meglepetésre az előzetesen 26. helyre rangsorolt Szlovénia állt 16 ponttal, akik 2½–1½ arányban Hollandiát verték. A magyar "A" csapat a Szerbia elleni 2–2-es eredményével az első helyezetteket követő 4–11. helyen álló 15 pontos nyolcas bolyban maradt a 8. helyen. A magyar "B" csapat 2½–1½-re kikapott Brazíliától, és a 42. helyre került; a "C" csapat 3½–½-re verte Új-Zélandot és az 50. helyen várta az utolsó fordulót.

#### 11. forduló
Az utolsó, 11. fordulóban India biztosan, 3½–½ arányban verte Szlovéniát, ezzel magabiztos, 4 pontos előnnyel nyerte meg a tornát. Az élcsoportban az Amerikai Egyesült Államok 2½–1½-re verte Kínát, Üzbegisztán ugyanilyen arányban Franciaországot. Szerbia 3½–½ arányú győzelmet aratott Ukrajna fölött, és Örményország 2½–1½-re verte Iránt. A magyar "A" csapat 2–2-es eredményt ért el Spanyolország ellen, ezzel 16 ponttal a holtversenyes 7–13. helyen, végeredményben a 11. helyen végzett. A "B" csapat 3–1 arányban győzött a Fülöp-szigetek csapata ellen, ezzel 14 ponttal a 25–40., végeredményben a 33. helyen fejezte be a versenyt, míg a "C" csapat, amely kikapott 2½–1½-re Ausztriától, 12 ponttal az 57–81. helyezettek között a 64. helyet szerezte meg.

### A nyílt verseny végeredménye
| H.  | Csapat neve               | GY | D | V | CsP | S-B   | EP   | EMP |
| 1.  | India                     | 10 | 1 | 0 | 21  | 476,5 | 35,0 | 156 |
| 2.  | Amerikai Egyesült Államok | 8  | 1 | 2 | 17  | 395   | 29,5 | 156 |
| 3.  | Üzbegisztán               | 8  | 1 | 2 | 17  | 387   | 29   | 157 |
| 4.  | Kína                      | 8  | 1 | 2 | 17  | 379,5 | 28   | 161 |
| 5.  | Szerbia                   | 8  | 1 | 2 | 17  | 360,5 | 29   | 151 |
| 6.  | Örményország              | 8  | 1 | 2 | 17  | 335   | 27,5 | 145 |
| 7.  | Németország               | 8  | 0 | 3 | 16  | 354,5 | 30,5 | 134 |
| 8.  | Azerbajdzsán              | 7  | 2 | 2 | 16  | 351   | 28,5 | 145 |
| 9.  | Szlovénia                 | 8  | 0 | 3 | 16  | 341,5 | 29,5 | 143 |
| 10. | Spanyolország             | 7  | 2 | 2 | 16  | 339   | 28,0 | 144 |
| 11. | Magyarország              | 7  | 2 | 2 | 16  | 338   | 26,5 | 156 |
|     |                           |    |   |   |     |       |      |     |
| 33. | Magyarország "B"          | 6  | 2 | 3 | 14  | 286   | 27   | 133 |
|     |                           |    |   |   |     |       |      |     |
| 64. | Magyarország "C"          | 6  | 0 | 5 | 12  | 257   | 27   | 117 |

#### A táblánkénti egyéni díjazottak
A legjobb teljesítményértékük alapján, akik legalább 8 játszmát játszottak, táblánként egyéni érmeket nyertek: (A teljesítményérték után zárójelben, hogy hány játszmából érték el az eredményt.)

| Tábla | Arany                             | Arany     | Ezüst                                     | Ezüst     | Bronz                       | Bronz     |
| I     | Dommarázu Gukés · India           | 3056 (10) | Abdusattorov, Nodirbek · Üzbegisztán      | 2884 (11) | Magnus Carlsen · Norvégia   | 2810 (8)  |
| II    | Nguyen Thai Dai Van · Csehország  | 2783 (10) | Lazov Toni · Észak-Macedónia              | 2763 (8)  | Gurel Ediz · Törökország    | 2755 (11) |
| III   | Erigaiszi Arzun · India           | 2968 (11) | Jü Jang-ji · Kína                         | 2802 (10) | Le Tuan Minh · Vietnám      | 2795 (11) |
| IV    | Vokhidov Shamsiddin · Üzbegisztán | 2779 (10) | Levon Aronján · Amerikai Egyesült Államok | 2773 (10) | Alan Pichot · Spanyolország | 2756 (9)  |
| V     | Svane Frederik · Németország      | 2791 (9)  | Gledura Benjámin · Magyarország           | 2692 (10) | Ivic Velimir · Szerbia      | 2648 (10) |

### A magyar csapatok eredményei
| Forduló                            | Ellenfél                           | Rapport Richárd 2715      | Rapport Richárd 2715 | Lékó Péter 2666               | Lékó Péter 2666 | Szanan Szjugirov 2644        | Szanan Szjugirov 2644 | Berkes Ferenc 2605                   | Berkes Ferenc 2605 | Gledura Benjámin 2628                  | Gledura Benjámin 2628 | CsP össz. | EP össz. | Hely. |
| ---------------------------------- | ---------------------------------- | ------------------------- | -------------------- | ----------------------------- | --------------- | ---------------------------- | --------------------- | ------------------------------------ | ------------------ | -------------------------------------- | --------------------- | --------- | -------- | ----- |
| 1                                  | Salvador · 4–0                     | –                         | –                    | Jorge Ernesto Giron 2276      | 1               | Ricardo Ernesto Chavez 2185  | 1                     | Daniel Arias 2213                    | 1                  | Carlos Morales 2131                    | 1                     | 2         | 4        | 3–4.  |
| 2                                  | Peru · 3½–½                        | Jorge Cori 2609           | 1                    | –                             | –               | Gianmarco Leiva 2389         | 1                     | Diego Saul Rodri Flores Quillas 2451 | ½                  | Fernando Miguel Fernandez Sanchez 2399 | 1                     | 4         | 7½       | 4–11. |
| 3                                  | Ausztria · 2½–1½                   | Valentin Dragnev 2556     | ½                    | Markus Ragger 2601            | ½               | Dominik Horvath 2559         | ½                     | –                                    | –                  | Felix Blohberger 2520                  | 1                     | 6         | 10       | 13.   |
| 4                                  | Olaszország · 2½–1½                | Daniele Vocaturo 2600     | 1                    | Lorenzo Lodici 2556           | 0               | Francesco Sonis 2554         | 1                     | –                                    | –                  | Sabino Brunello 2511                   | ½                     | 8         | 12½      | 7.    |
| 5                                  | Ukrajna · 2½–1½                    | Vaszil Ivancsuk 2635      | 1                    | –                             | –               | Ruszlan Ponomarjov 2654      | ½                     | Anton Korobov 2650                   | ½                  | Volodimir Oniscsuk 2610                | ½                     | 10        | 15       | 4.    |
| 6                                  | India · 1–3                        | Dommarázu Gukés 2764      | ½                    | Ramésubábu Piraknyánanda 2750 | ½               | Erigaiszi Arzun 2778         | 0                     | –                                    | –                  | Vidit Szantós Gudzsaráti 2720          | 0                     | 10        | 16       | 9.    |
| 7                                  | Litvánia · 2½–1½                   | Stremavicius, Titas 2527  | ½                    | Pultinevicius, Paulius 2587   | 1               | –                            | –                     | Kazakouski, Valery 2577              | ½                  | Laurusas, Tomas 2569                   | ½                     | 12        | 18½      | 4.    |
| 8                                  | Örményország · 2½–1½               | Martirosyan, Haik M. 2667 | ½                    | Sargsyan, Shant 2649          | ½               | Sargissian, Gabriel 2646     | ½                     | –                                    | –                  | Hovhannisyan, Robert 2619              | 1                     | 14        | 21       | 3.    |
| 9                                  | Amerikai Egyesült Államok · 1½–2½  | Fabiano Caruana 2798      | ½                    | Wesley So 2752                | ½               | Leinier Dominguez Perez 2748 | 0                     | –                                    | –                  | Levon Aronján 2729                     | ½                     | 14        | 22½      | 8.    |
| 10                                 | Szerbia · 2–2                      | Predke, Alexandr 2671     | ½                    | Sarana, Alexey 2713           | ½               | Indjic, Aleksandar 2611      | ½                     | Ivic, Velimir 2599                   | ½                  | –                                      | –                     | 15        | 24½      | 8.    |
| 11                                 | Spanyolország · 2–2                | Aleksejs Širovs 2666      | ½                    | Anton Guijarro, David 2665    | ½               | Pichot, Alan 2628            | 0                     | –                                    | –                  | Santos Latasa, Jaime 2624              | 1                     | 16        | 26½      | 11.   |
| Szerzett pontszám (Játszmák száma) | Szerzett pontszám (Játszmák száma) | 6½ (10)                   | 6½ (10)              | 5 (9)                         | 5 (9)           | 5 (10)                       | 5 (10)                | 3 (5)                                | 3 (5)              | 7 (10)                                 | 7 (10)                | 16        | 26½      | 11.   |
| Teljesítményérték                  | Teljesítményérték                  | 2759                      | 2759                 | 2660                          | 2660            | 2575                         | 2575                  | 2570                                 | 2570               | 2692                                   | 2692                  |           |          |       |
| Élő-pontszám-változás              | Élő-pontszám-változás              | +6,2                      | +6,2                 | +0,3                          | +0,3            | -7,1                         | -7,1                  | −1,2                                 | −1,2               | +11,2                                  | +11,2                 |           |          |       |

| Forduló                            | Ellenfél                           | Kozák Ádám 2609                    | Kozák Ádám 2609 | Bánusz Tamás 2605                 | Bánusz Tamás 2605 | Prohászka Péter 2542               | Prohászka Péter 2542 | Antal Gergely 2544               | Antal Gergely 2544 | Papp Gábor 2550                 | Papp Gábor 2550 | CsP össz. | EP össz. | Hely.  |
| ---------------------------------- | ---------------------------------- | ---------------------------------- | --------------- | --------------------------------- | ----------------- | ---------------------------------- | -------------------- | -------------------------------- | ------------------ | ------------------------------- | --------------- | --------- | -------- | ------ |
| 1                                  | Hongkong · 4–0                     | Jamison Edrich Kao 2125            | 1               | –                                 | –                 | Daniel King Wai Lam 2088           | 1                    | Pui Yin Brandon Chan 2016        | 1                  | Wang Ip Boris Chan 2017         | 1               | 2         | 4        | 11–27. |
| 2                                  | Skócia · 3–1                       | Andrew N. Greet 2405               | 1               | Hamish Olson 2384                 | 1                 | –                                  | –                    | Frederick Waldhausen Gordon 2351 | ½                  | Murad Abdulla 2312              | ½               | 4         | 7        | 12–17. |
| 3                                  | India · ½–3½                       | Dommarázu Gukés 2764               | 0               | Ramésubábu Piraknyánanda 2750     | 0                 | Erigaiszi Arzun 2778               | 0                    | –                                | –                  | Vidit Szantós Gudzsaráti 2720   | ½               | 4         | 7½       | 43–44. |
| 4                                  | Japán · 3–1                        | Trần Thanh Tú 2387                 | 0               | Nandzso Rjoszuke 2372             | 1                 | Aosima Mirai 2385                  | 1                    | Kodzsima Sinja 2299              | 1                  | –                               | –               | 6         | 10½      | 39–40. |
| 5                                  | Chile · 1½–2½                      | –                                  | –               | Cristóbal Henríquez Villagra 2604 | 0                 | Pablo Salinas Herrera 2479         | 0                    | Rodrigo Vásquez Schroder 2457    | ½                  | Hugo López Silva 2379           | 1               | 6         | 12       | 40.    |
| 6                                  | Banglades · 2–2                    | Mohammad Fahad, Rahman 2419        | ½               | Manon, Reja Neer 2417             | 1                 | –                                  | –                    | Hossain, Enamul 2354             | ½                  | Murshed, Niaz 2318              | 0               | 7         | 14       | 58.    |
| 7                                  | Venezuela · 3½–½                   | Gascon Del Nogal, Jose Rafael 2454 | ½               | Ynojosa Aponte, Felix Jose 2398   | 1                 | Escalona Landi, Samid Eduardo 2305 | 1                    | Castro Torres, Jose Luis 2299    | 1                  | –                               | –               | 9         | 17½      | 39.    |
| 8                                  | Belgium · 2–2                      | Dardha, Daniel 2603                | ½               | Vandenbussche, Thibaut 2461       | 0                 | Hovhannisyan, Mher 2414            | 1                    | –                                | –                  | Lenaerts, Lennert 2300          | ½               | 10        | 19½      | 43.    |
| 9                                  | Finnország · 3–1                   | Keinanen, Toivo 2554               | ½               | Sipila, Vilka 2462                | ½                 | Lahdelma, Henri 2331               | 1                    | Wartiovaara, Oliver 2300         | 1                  | –                               | –               | 12        | 22½      | 32.    |
| 10                                 | Brazília · 1½–2½                   | Supi, Luis Paulo 2570              | ½               | Fier, Alexandr 2551               | ½                 | Quintiliano, Renato R. 2499        | ½                    | –                                | –                  | Di Berardino, Diego Rafael 2472 | 0               | 12        | 24       | 42.    |
| 11                                 | Fülöp-szigetek · 3–1               | Sadorra, Julio Catalino 2542       | 1               | Quizon, Daniel 2490               | ½                 | Gomez, John Paul 2408              | 1                    | –                                | –                  | Garcia, Jan Emmanuel 2380       | ½               | 14        | 27       | 33.    |
| Szerzett pontszám (Játszmák száma) | Szerzett pontszám (Játszmák száma) | 5½ (10)                            | 5½ (10)         | 5½ (10)                           | 5½ (10)           | 6½ (9)                             | 6½ (9)               | 5½ (7)                           | 5½ (7)             | 4 (8)                           | 4 (8)           | 14        | 27       | 33.    |
| Teljesítményérték                  | Teljesítményérték                  | 2518                               | 2518            | 2525                              | 2525              | 2576                               | 2576                 | 2527                             | 2527               | 2362                            | 2362            |           |          |        |
| Élő-pontszám-változás              | Élő-pontszám-változás              | −9,4                               | −9,4            | -10,1                             | -10,1             | +6,0                               | +6,0                 | +0,6                             | +0,6               | -16,6                           | -16,6           |           |          |        |

| Forduló                            | Ellenfél                           | Kántor Gergely 2534             | Kántor Gergely 2534 | Krstulovic Alex 2452         | Krstulovic Alex 2452 | Juhász Ágoston 2427               | Juhász Ágoston 2427 | Karácsonyi Gellért 2403         | Karácsonyi Gellért 2403 | Vanczák Tamás 2401         | Vanczák Tamás 2401 | CsP össz. | EP össz. | Hely.  |
| ---------------------------------- | ---------------------------------- | ------------------------------- | ------------------- | ---------------------------- | -------------------- | --------------------------------- | ------------------- | ------------------------------- | ----------------------- | -------------------------- | ------------------ | --------- | -------- | ------ |
| 1                                  | Guyana · 4–0                       | –                               | –                   | Taffin Khan 2066             | 1                    | Anthony Drayton 1964              | 1                   | Loris Nathoo 1786               | 1                       | Keron Sandiford 1755       | 1                  | 2         | 4        | 31–35. |
| 2                                  | Lengyelország · 1–3                | Jan Krzysztof Duda 2732         | 0                   | Kacper Piorun 2599           | ½                    | Mateusz Bartel 2618               | 0                   | Szymon Gumularz 2571            | ½                       | –                          | –                  | 2         | 5        | 59–69. |
| 3                                  | Szudán · 3½–½                      | Omar et-Tigyáni 2241            | 1                   | Haszan Ahmed 2234            | ½                    | Obeid Náder 2083                  | 1                   | –                               | –                       | Szedík et-Tágy 2138        | 1                  | 4         | 8½       | 51.    |
| 4                                  | Indonézia · 1½–2½                  | Andrean Susilodinata 2393       | 0                   | –                            | –                    | Satria Duta Cahaya 2219           | ½                   | Zacky Dhia Ulhaq 2203           | 0                       | Fabian Glen Mariano 2121   | 1                  | 4         | 10       | 63.    |
| 5                                  | Libanon · 4–0                      | Amro ezs-Zsavics 2296           | 1                   | Ádíb Arkadan 2181            | 1                    | Joe Aszad 2150                    | 1                   | Antoine Kaszísz 2085            | 1                       | –                          | –                  | 6         | 14       | 54.    |
| 6                                  | Thaiföld · 3½–½                    | Laohawirapap, Prin 2380         | 1                   | Kulpruethanon, Thanadon 2286 | 1                    | Bodemar, Jonathan 2195            | 1                   | Arunnuntapanich, Tinnakrit 2064 | ½                       | –                          | –                  | 8         | 17½      | 36.    |
| 7                                  | Dánia · ½–3½                       | Bjerre, Jonas Buhl 2648         | 0                   | Andersen, Mads 2598          | 0                    | Thybo, Jesper Sondergaard 2555    | 0                   | –                               | –                       | Olsen, Filip Boe 2441      | ½                  | 8         | 18       | 54.    |
| 8                                  | Angola · 1½–2½                     | Miguel, Sergio 2241             | ½                   | Silva, David 2363            | 0                    | –                                 | –                   | Junior, Domingos 2183           | ½                       | Domingos, Catarino 2229    | ½                  | 8         | 19½      | 77.    |
| 9                                  | Madagaszkár · 2½–1½                | Rakotomaharo, Fy Antenaina 2440 | 1                   | –                            | –                    | Razanadrakotoarisoa, Toavina 2147 | 0                   | Andriamasoandro, Miora 2116     | ½                       | Rakotomaharavo, Dylan 2078 | 1                  | 10        | 22       | 70.    |
| 10                                 | Új-Zéland · 3½–½                   | Middelburg, Tom 2355            | 1                   | Renjith, Sravan 2325         | ½                    | Croad, Nicolas 2195               | 1                   | –                               | –                       | Gong, Daniel Hanwen 2240   | 1                  | 12        | 25½      | 50.    |
| 11                                 | Ausztria · 1½–2½                   | Dragnev, Valentin 2556          | 0                   | Markus Ragger 2601           | 1                    | Blohberger, Felix 2520            | 0                   | –                               | –                       | Baidetskyi, Valentin 2512  | ½                  | 12        | 27       | 64.    |
| Szerzett pontszám (Játszmák száma) | Szerzett pontszám (Játszmák száma) | 5½ (10)                         | 5½ (10)             | 5½ (9)                       | 5½ (9)               | 5½ (10)                           | 5½ (10)             | 4 (7)                           | 4 (7)                   | 6½ (8)                     | 6½ (8)             | 12        | 27       | 64.    |
| Teljesítményérték                  | Teljesítményérték                  | 2464                            | 2464                | 2441                         | 2441                 | 2301                              | 2301                | 2194                            | 2194                    | 2440                       | 2440               |           |          |        |
| Élő-pontszám-változás              | Élő-pontszám-változás              | −8,4                            | −8,4                | +0,7                         | +0,7                 | -12,7                             | -12,7               | −13,3                           | −13,3                   | +8,2                       | +8,2               |           |          |        |

### Női verseny

#### 1. forduló
Az 1l. fordulóban 164 csapatot párosítottak. Egy mérkőzésen született döntetlen eredmény, így a fordulót követően 81 csapat állt 2 csapatponttal, köztük mindhárom magyar együttes. 4–0 arányban 72 csapat győzött, és ezek közé tartozott a 14. helyre rangsorolt magyar "A" és a 31. helyre rangsorolt "B" válogatott, akik közül az "A" csapat Puerto Rico, a "B" csapat Mozambik együttesét győzte le ilyen arányban. A 49. helyre rangsorolt magyar "C" csapat 3–1-re verte Kuvait együttesét. A forduló meglepetése volt, hogy az 1. helyre rangsorolt India és az 5. helyre rangsorolt Ukrajna egyaránt csak 3½–½ arányban aratott győzelmet jóval gyengébb ellenfeleik ellen.

#### 2. forduló
A 2. fordulót követően még 41 csapat volt veretlen, közülük 6 együttes győzött mindkét fordulóban 4–0 arányban. A magyar "A" és "B" csapat egyaránt 7,5 játszmaponttal rendelkezett, miután 3½–½ arányban győztek Ecuador, illetve Izland ellen. A "C" csapat 4–0 arányú vereséget szenvedett a 9. helyre rangsorolt Spanyolország együttesétől. India újabb fél játszmapontot hullajtott el, ezúttal Csehország ellen, de a 2. helyre rangsorolt Grúzia is csak 3–1-re verte Montenegró együttesét. Az 5. helyre rangsorolt Ukrajna nehezen, 2½–1½ arányban tudta csak legyőzni Litvánia együttesét.

#### 3. forduló
A 3. fordulót követően 16 csapat rendelkezett 6 mérkőzésponttal, de már egyetlen csapat sem állt 100%-os játszmaaránnyal. Kína és Vietnam szerzett eddig 11½ játszmapontot. A holtversenyt eldöntő Sonneborn–Berger-számítás szerint az élen az Amerikai Egyesült Államok, Spanyolország és Anglia állt holtversenyben.
A magyar "A" csapat 2½–1½ arányban kikapott Üzbegisztántól, a "B" csapat 3–1 arányban Örményországtól, míg a "C" csapat 3½–½ arányban győzte le Botswana együttesét. A forduló meglepetése volt, hogy az 1. helyre rangsorolt India csak 3–1 arányban tudta legyőzni Svájc csapatát.

#### 4. forduló
A 4. fordulót követően már csak 7 csapat rendelkezett 8 mérkőzésponttal, közülük Kína 15½, az Amerikai Egyesült Államok 14½, Örményország 14, míg India 13½ játszmapontot szerzett a lehetséges 16-ból. A magyar "A" csapat 3½–½ arányban győzte le Dániát, a "B" csapat 3–1-re Portugáliát, míg a "C" csapat 2–2-es döntetlent játszott Wales csapatával. Az élen állók közül India 3½–½-re győzött Franciaország ellen, Kína 4–0 arányban mért vereséget az addig élen álló Angliára; és ugyancsak vereséget szenvedett a forduló előtt holtversenyben élen álló Spanyolország is, akik 2½–1½ arányban kaptak ki Mongóliától. Ukrajna csak döntetlent ért el Törökország ellen.

#### 5. forduló
Az 5. fordulóban a magyar "A" csapat 4–0-ra verte Észtországot, ezzel a 8. helyre jött fel. A "B" csapat 3–1-re verte Ecuadort, ezzel ők is 8 mérkőzésponttal rendelkeztek, és a 19. helyen álltak. A "C" csapat 4–0-ra kikapott Romániától. A kiemeltek közül Kína 2½–1½-re kikapott Örményországtól, Ukrajna 2–2-t játszott Azerbajdzsánnal, míg India, Grúzia és Lengyelország győzött. A fordulót követően három csapat rendelkezett a maximálisan elérhető 10 mérkőzésponttal, India, Örményország és Mongólia.

#### 6. forduló
A 6. fordulóban az 1. kiemelt India csapata ismét győzött, ezúttal a foirduló előtt az élen velük holtversenyben álló Örményország ellen nyert 2½–1½ arányban, és mivel Mongólia ugyanilyen arányban kikapott Grúziától, a verseny félidejében a nőknél is India egyedül került az élre 12 mérkőzésponttal. Őket 11–11 ponttal követte Grúzia és Lengyelország. A magyar "A" csapat 2–2-es eredményt ért el Peru ellen, ezzel visszaestek a 13. helyre. A "B" csapat 3½–½ arányban vereséget szenvedett Franciaországtól, a "C" csapat 2½–1½-re kapott ki a Dominikai Köztársaságtól.

#### 7. forduló
A magyar "A" csapat 3–1 arányban győzte le Ausztriát, ezzel feljött a 9. helyre. Az éllovas India ezúttal Grúziát győzte le 3–1 aránbyban, ezzel már két pont előnnyel állt a tabella élén. Őket Lengyelország, Kazahsztán és Franciaország követte 12 ponttal, majd az 5–14. helyen 10 csapat következett 11 ponttal, köztük a magyarok. A magyar "B" csapat 2½–1½-re kikapott Malajziától, ezzel az 51. helyre esett vissza, a "C" csapat 4–0 arányban verte Kenyát, ezzel a 85. helyre kerültek.

#### 8. forduló
Nagy meglepetésre Lengyelország csapata 2½–1½ arányban legyőzte az addig biztosan vezető Indiát, ezzel a dobogós helyezésekért kiújult a harc. Az élen India, Lengyelország és Kazahsztán állt 14–14 ponttal, őket három 13 pontos csapat követte, az Amerikai Egyesült Államok, Örményország és Ukrajna. A magyar "A" csapat 2½–1½-re kikapott Ukrajnától, ezzel visszaesett a 18. helyre. A magyar "B" csapat is 2½–1½ arányú vereséget szenvedett Moldovától, ezzel ők egészen a 71. helyig estek vissza. A "C" csapat biztosan verte 4–0-ra Tunéziát, ők feljöttek a 63. helyre.

#### 9. forduló
Nyilttá vált a verseny a dobogós helyezésekért. Kazahsztán csapata legyőzte az előző fordulóban az indiaiakat verő Lengyelország együttesét, ezzel az élre állt 16 ponttal. India döntetlent játszott az Amerikai Egyesült Államokkal, és 15 ponttal a 2. helyre került. Őket 9 csapat követte 14 ponttal. A magyar "A" csapat 2½–1½ arányban legyőzte Kanadát, és 13 ponttal az élmezőnyt követő bolyban a 13. helyre lépett előre. A magyar "B" csapat 2½–1½ arányban győzött Kirgizisztán ellen, és feljött az 50. helyre, míg a "C" csapat 2–2-re végzett Chile ellen és a 65. helyre került.

#### 10. forduló
A nőknél az utolsó forduló előtti eredmények alapján nyilttá vált a verseny a dobogós helyezésekért. Kazahsztán 2–2-es döntetlent ért el Grúzia ellen, India 2½–1½-re verte Kína csapatát, és ugyanilyen arányban győzött az Amerikai Egyesült Államok Ukrajna ellen, valamint Lengyelország is Németország ellen. Az élen 17 ponttal holtversenyben India és Kazahsztán állt, őket 16 ponttal az Amerikai Egyesült Államok és Lengyelország követte, majd az 5–9. helyen 15 pointtal öt csapat követte őket, köztük Magyarország – amely Vietnamot győzte le 2½–1½ arányban – a 8. helyen. A magyar "B" csapat 4–0-ra verte Venezuelát, ezzel a 42. helyre került, és a "C" csapat is győzött 2½–1½-re Bolívia ellen, ők a 48. helyre léptek.

#### 11. forduló
India magabiztosan 3½–½ arányban verte Azerbajdzsánt és ezzel bebiztosította az első helyét, mivel Kazahsztán döntetlent játszott az Amerikai Egyesült Államok csapatával. Meglepetésre az addig jól szereplő Lengyelország 3½–½-re  kikapott Grúziától, ezzel a 9. helyre esett vissza. Spanyolország 3½–½-re verte a magyar "A" csapatot, Örményország 3–1-re Németországot. A magyar "A" csapat ezzel a vereségével a 14. helyre esett vissza, ami egyébként megfelel az előzetes erősorrend szerinti helyezésnek. A magyar "B" csapat 3½–½ arányban verte a "C" csapatot, ezzel a 29., illetve a 65. helyen fejezték be a versenyt.

#### A női verseny végeredménye
| H.  | Csapat neve               | GY | D | V | CsP | S-B   | EP   | EMP |
| 1.  | India                     | 9  | 1 | 1 | 19  | 432   | 31   | 159 |
| 2.  | Kazahsztán                | 8  | 2 | 1 | 18  | 371   | 29,5 | 150 |
| 3.  | Amerikai Egyesült Államok | 7  | 3 | 1 | 17  | 418   | 30,5 | 160 |
| 4.  | Spanyolország             | 8  | 1 | 2 | 17  | 402   | 32,5 | 143 |
| 5.  | Örményország              | 7  | 3 | 1 | 17  | 391   | 30,5 | 153 |
| 6.  | Grúzia                    | 7  | 3 | 1 | 17  | 388   | 29   | 158 |
| 7.  | Kína                      | 8  | 0 | 3 | 16  | 434   | 34,5 | 148 |
| 8.  | Ukrajna                   | 6  | 4 | 1 | 16  | 355,5 | 27,5 | 150 |
| 9.  | Lengyelország             | 7  | 2 | 2 | 16  | 352   | 27,5 | 155 |
| 10. | Bulgária                  | 7  | 2 | 2 | 16  | 348,5 | 28,5 | 144 |
|     |                           |    |   |   |     |       |      |     |
| 14. | Magyarország              | 7  | 1 | 3 | 15  | 337,5 | 28,5 | 143 |
|     |                           |    |   |   |     |       |      |     |
| 29. | Magyarország "B"          | 7  | 0 | 4 | 14  | 290,5 | 28,0 | 127 |
|     |                           |    |   |   |     |       |      |     |
| 65. | Magyarország "C"          | 5  | 2 | 4 | 12  | 212,5 | 23,0 | 117 |

#### Egyéni legjobb teljesítmények
A legjobb teljesítményértékük alapján, akik legalább 8 játszmát játszottak, táblánként egyéni érmeket nyertek: (A teljesítményérték után zárójelben, hogy hány játszmából érték el az eredményt.)

| Tábla | Arany                                   | Arany     | Ezüst                                     | Ezüst     | Bronz                           | Bronz     |
| I     | Csu Csiner · Kína                       | 2597 (9)  | Khademalsharieh Sarasadat · Spanyolország | 2560 (9)  | Nana Dzagnidze · Grúzia         | 2541 (10) |
| II    | Yip Carissa · Amerikai Egyesült Államok | 2634 (11) | Elisabeth Pähtz · Németország             | 2477 (10) | Szung Jü-hszin · Kína           | 2467 (9)  |
| III   | Divja Desmukh · India                   | 2608 (11) | Vega Gutierrez Sabrina · Spanyolország    | 2505 (11) | Elina Danielian · Örményország  | 2495 (10) |
| IV    | Vantika Agrawal · India                 | 2558 (9)  | Lee Alice · Amerikai Egyesült Államok     | 2471 (10) | Sargsyan Anna M. · Örményország | 2446 (10) |
| V     | Kochavi Dana · Izrael                   | 2678 (8)  | Nadirjanova Nodira · Üzbegisztán          | 2460 (8)  | Lu Miao-ji · Kína               | 2410 (9)  |

### A magyar női csapatok eredményei
| Forduló                            | Ellenfél                           | Gaál Zsóka 2385                 | Gaál Zsóka 2385 | Hoang Thanh Trang 2351          | Hoang Thanh Trang 2351 | Terbe Julianna 2245             | Terbe Julianna 2245 | Papp Petra 2259                   | Papp Petra 2259 | Lázárné Vajda Szidónia 2283      | Lázárné Vajda Szidónia 2283 | CsP össz. | EP össz. | Hely.  |
| ---------------------------------- | ---------------------------------- | ------------------------------- | --------------- | ------------------------------- | ---------------------- | ------------------------------- | ------------------- | --------------------------------- | --------------- | -------------------------------- | --------------------------- | --------- | -------- | ------ |
| 1                                  | Puerto Rico · 4–0                  | Natasha Morales Santos 1972     | 1               | –                               | –                      | Yanira Rivera Negron 1805       | 1                   | Keyshla M. Vega Jimenez 1769      | 1               | Coralys M. Alvarado Perez 1694   | 1                           | 2         | 4        | 8–18.  |
| 2                                  | Ecuador · 3½–½                     | –                               | –               | Anahi Ortiz Verdezoto 2229      | 1                      | Evelyn Wagenschütz 2036         | ½                   | Rocio Vasquez Ramirez 1981        | 1               | Analia Karen Miranda Vargas 1891 | 1                           | 4         | 7½       | 7–19.  |
| 3                                  | Üzbegisztán · 1½–2½                | Afruza Hamdamova 2313           | 0               | Nilufar Yoqubboyeva 2248        | 1                      | Umida Omonova 2032              | 0                   | Marjona Malikova 2083             | ½               | –                                | –                           | 4         | 9        | 26–28. |
| 4                                  | Dánia · 3½–½                       | Sandra de Blecourt 2065         | 1               | Ellen Kakulidis 2048            | 1                      | –                               | –                   | Esmat Susanne Guindy 2015         | ½               | Sofie Bech Durrfeld 1937         | 1                           | 6         | 12½      | 14.    |
| 5                                  | Észtország · 4–0                   | Mai Narva 2420                  | 1               | Margareth Olde 2135             | 1                      | Sofia Blokhin 2036              | 1                   | –                                 | –               | Triin Narva 2066                 | 1                           | 8         | 16½      | 8.     |
| 6                                  | Peru · 2–2                         | Cori T., Deysi 2366             | 1               | Aliaga Fernandez, Ingrid Y 2111 | ½                      | Contreras Huaman, Fiorella 2168 | ½                   | Garcia Andrada, Heidy Nicole 2003 | 0               | –                                | –                           | 9         | 18½      | 13.    |
| 7                                  | Ausztria · 3–1                     | Theissl Pokorna, Regina 2302    | 1               | Newrkla, Katharina 2208         | 1                      | Schloffer, Jasmin-Denise 2168   | ½                   | –                                 | –               | Hapala, Elisabeth 2113           | ½                           | 11        | 21½      | 9.     |
| 8                                  | Ukrajna · 1½–2½                    | Julija Oszmak 2471              | ½               | Anna Usenyina 2417              | 0                      | –                               | –                   | Natalija Buksza 2387              | ½               | Jevgenyija Doluhanova 2304       | ½                           | 11        | 23       | 18.    |
| 9                                  | Kanada · 2½–1½                     | Ouellet, Maili-Jade 2318        | 0               | Li, Yunshan 2268                | 1                      | Pham, Bich Ngoc 2199            | ½                   | –                                 | –               | Demchenko, Svitlana 2167         | 1                           | 13        | 25½      | 13.    |
| 10                                 | Vietnám · 2½–1½                    | Pham, Le Thao Nguyen 2380       | 1               | Vo, Thi Kim Phung 2320          | ½                      | –                               | –                   | Luong, Phuong Hanh 2225           | ½               | Bach, Ngoc Thuy Duong 2214       | ½                           | 15        | 28       | 8.     |
| 11                                 | Spanyolország · ½–3½               | Khademalsharieh, Sarasadat 2468 | 0               | Garcia Martin, Marta 2318       | 0                      | Vega Gutierrez, Sabrina 2374    | 0                   | –                                 | –               | Matnadze Bujiashvili, Ann 2338   | ½                           | 15        | 28½      | 14.    |
| Szerzett pontszám (Játszmák száma) | Szerzett pontszám (Játszmák száma) | 6½ (10)                         | 6½ (10)         | 7 (10)                          | 7 (10)                 | 4 (8)                           | 4 (8)               | 4 (7)                             | 4 (7)           | 7 (9)                            | 7 (9)                       | 15        | 28½      | 14.    |
| Teljesítményérték                  | Teljesítményérték                  | 2418                            | 2418            | 2379                            | 2379                   | 2102                            | 2102                | 2116                              | 2116            | 2300                             | 2300                        |           |          |        |
| Élő-pontszám-változás              | Élő-pontszám-változás              | +13,0                           | +13,0           | +4,5                            | +4,5                   | −26,8                           | −26,8               | −19,4                             | −19,4           | +6,2                             | +6,2                        |           |          |        |

| Forduló                            | Ellenfél                           | Mihók-Juhász Barbara 2193       | Mihók-Juhász Barbara 2193 | Lakos Nikoletta 2192                   | Lakos Nikoletta 2192 | Karácsonyi Kata 2233                 | Karácsonyi Kata 2233 | Demeter Dorina 2199              | Demeter Dorina 2199 | Terbe Zsuzsanna 2168             | Terbe Zsuzsanna 2168 | CsP össz. | EP össz. | Hely.  |
| ---------------------------------- | ---------------------------------- | ------------------------------- | ------------------------- | -------------------------------------- | -------------------- | ------------------------------------ | -------------------- | -------------------------------- | ------------------- | -------------------------------- | -------------------- | --------- | -------- | ------ |
| 1                                  | Mozambik · 4–0                     | Vania Fausto Da T. Vilhete 1877 | 1                         | –                                      | –                    | Katina Efentakis 1650                | 1                    | Chineva Rufino Sandramo 1524     | 1                   | Jossiline Estevao Marqueza 0     | 1                    | 2         | 4        | 19–28. |
| 2                                  | Izland · 3½–½                      | Lenka Ptáčníková 2065           | 1                         | Jóhanna Björg Jóhannsdóttir 2013       | 1                    | Hallgerður Þorsteinsdóttir 1938      | ½                    | –                                | –                   | Iðunn Helgadóttir 1837           | 1                    | 4         | 7½       | 7–19.  |
| 3                                  | Örményország · 1–3                 | Lilit Mkrtcsján 2366            | ½                         | Mariam Mkrtcsján 2328                  | 0                    | –                                    | –                    | Elina Danielján 2199             | 0                   | Szuszanna Gaboján 2180           | ½                    | 4         | 8½       | 30–31. |
| 4                                  | Portugália · 3−1                   | Filipa Fortuna Pipiras 2187     | ½                         | Mariana Silva 2005                     | 1                    | –                                    | –                    | Raquel Dos Santos Duque 1913     | ½                   | Camila Biscaya Avelino 1843      | 1                    | 6         | 11½      | 31.    |
| 5                                  | Ecuador · 3–1                      | Anahí Ortiz Verdezoto 2229      | ½                         | –                                      | –                    | Evelyn Wagenschütz 2036              | 1                    | Rocio Vasquez Ramirez 1981       | 1                   | Arlette Guerrero Caicedo 1868    | ½                    | 8         | 14½      | 19.    |
| 6                                  | Franciaország · ½–3½               | Daulyte-Cornette, Deimante 2369 | 0                         | Milliet, Sophie 2348                   | ½                    | Guichard, Pauline 2374               | 0                    | Hejazipour, Mitra 2327           | 0                   | –                                | –                    | 8         | 15       | 38.    |
| 7                                  | Malajzia · 1½–2½                   | Tan, Li Ting 2037               | ½                         | Azhar, Puteri Munajjah Az-Zahraa 2014  | 0                    | Azhar, Puteri Rifqah Fahada 1947     | ½                    | –                                | –                   | Nithyalakshmi, Sivanesan 1912    | ½                    | 8         | 16½      | 51.    |
| 8                                  | Moldova · 1½–2½                    | Verbin, Valentina 2071          | 0                         | Mihailova, Alina 1969                  | ½                    | Bargan, Victoria 1941                | 1                    | Petricenco, Ana 1895             | 0                   | –                                | –                    | 8         | 18       | 71.    |
| 9                                  | Kirgizisztán · 2½–1½               | Samaganova, Aleksandra 1948     | 0                         | –                                      | –                    | Zhanybekova, Begimay 1784            | 1                    | Sezdbekova, Aizhan 1799          | 1                   | Abaeva, Aiana 1858               | ½                    | 10        | 20½      | 50.    |
| 10                                 | Venezuela · 4–0                    | –                               | –                         | Varela La Madrid, Tilsia Carolina 2017 | 1                    | Rovira Contreras, Tairu Manuela 2022 | 1                    | Perez Hernandez, Vicmary C. 1960 | 1                   | Pena Gonzalez, Clara Isabel 1895 | 1                    | 12        | 24½      | 48.    |
| 11                                 | Magyarország "C" · 3½–½            | Tóth Lili 2105                  | 1                         | Gömböcz Zsófia 2061                    | ½                    | Nandin-Erdene Davaademberel 2039     | 1                    | Sipos Stefánia 1993              | 1                   | –                                | –                    | 14        | 28       | 29.    |
| Szerzett pontszám (Játszmák száma) | Szerzett pontszám (Játszmák száma) | 4½ (9)                          | 4½ (9)                    | 4 (8)                                  | 4 (8)                | 8 (10)                               | 8 (10)               | 5½ (9)                           | 5½ (9)              | 6 (8)                            | 6 (8)                | 14        | 28       | 29.    |
| Teljesítményérték                  | Teljesítményérték                  | 2119                            | 2119                      | 2117                                   | 2117                 | 2214                                 | 2214                 | 2056                             | 2056                | 1992                             | 1992                 |           |          |        |
| Élő-pontszám-változás              | Élő-pontszám-változás              | -16,6                           | -16,6                     | -7,7                                   | -7,7                 | +10,0                                | +10,0                | −19,2                            | −19,2               | -11,6                            | -11,6                |           |          |        |

| Forduló                            | Ellenfél                           | Sulyok Eszter 2080                | Sulyok Eszter 2080 | Tóth Lili 2105                        | Tóth Lili 2105 | Gömböcz Zsófia 2061                 | Gömböcz Zsófia 2061 | Nandin-Erdene Davaademberel 2039    | Nandin-Erdene Davaademberel 2039 | Sipos Stefánia 1993            | Sipos Stefánia 1993 | CsP össz. | EP össz. | Hely.    |
| ---------------------------------- | ---------------------------------- | --------------------------------- | ------------------ | ------------------------------------- | -------------- | ----------------------------------- | ------------------- | ----------------------------------- | -------------------------------- | ------------------------------ | ------------------- | --------- | -------- | -------- |
| 1                                  | Kuvait · 3–1                       | Ámáni el-Ázmi 1673                | 1                  | Áisa el-Ázemi 1547                    | 0              | –                                   | –                   | Fátema el-Haszan 0                  | 1                                | Galeja Adzsbali 1513           | 1                   | 2         | 3        | 80.      |
| 2                                  | Spanyolország · 0–4                | Marta García Martín 2318          | 0                  | –                                     | –              | Sabrina Vega Gutiérrez 2374         | 0                   | Ana Matnadze 2338                   | 0                                | Mónica Calzetta Ruiz 2199      | 0                   | 2         | 3        | 112–116. |
| 3                                  | Botswana · 3½–½                    | Naledi Marape 1926                | 1                  | Refilwe Gabatshwarwe 1787             | ½              | –                                   | –                   | Natalie Katlo Banda 1893            | 1                                | Atlang Amolemo Mosweu 1797     | 1                   | 4         | 6½       | 76.      |
| 4                                  | Wales · 2–2                        | Olivia Smith 2087                 | 0                  | Imogen A. L. Camp 1923                | ½              | Lynda Smith 1831                    | ½                   | Kimberly Chong 1779                 | 1                                | –                              | –                   | 5         | 8½       | 55.      |
| 5                                  | Románia · 0–4                      | Irina Bulmaga 2406                | 0                  | Mihaela Sandu 2248                    | 0              | Carmen Voicu-Jagodzinsky 2271       | 0                   | Miruna-Daria Lehaci 2180            | 0                                | –                              | –                   | 5         | 8½       | 87.      |
| 6                                  | Dominikai Köztársaság · 1½–2½      | –                                 | –                  | Castillo Pena, Patricia Evarista 1928 | ½              | Diaz Cesar, Wilsaida Pieranlly 1900 | 1                   | Gonzalez Peguero, Mary Loly 1889    | 0                                | Ramirez Luzon, Franchesca 1820 | 0                   | 5         | 10       | 107.     |
| 7                                  | Kenya · 4–0                        | Mongeli, Sasha 1819               | 1                  | Ndirangu, Joyce Nyaruai 1782          | 1              | Karanja, Ether 1637                 | 1                   | –                                   | –                                | Ingado, Mercy 1645             | 1                   | 7         | 14       | 85.      |
| 8                                  | Tunézia · 4–0                      | Miladi, Amen 1851                 | 1                  | Mefteh, Meyssem 1834                  | 1              | Ben Amor, Meriem 1733               | 1                   | Gamha, Yasmine 1679                 | 1                                | –                              | –                   | 9         | 18       | 63.      |
| 9                                  | Chile · 2–2                        | Gomez Barrera, Javiera Belen 2123 | 0                  | Abarca Gonzalez, Damaris 1991         | ½              | Morales Flores, Monserrat 1938      | 1                   | Romero Troncoso, Liset Anais 1834   | ½                                | –                              | –                   | 10        | 20       | 65.      |
| 10                                 | Bolívia · 2½–1½                    | Cordero, Daniela 2017             | 0                  | –                                     | –              | Monroy G., Nataly A. 1939           | ½                   | Gareca Ordonez, Carla Angelica 1778 | 1                                | Molina, Jessica 1945           | 1                   | 12        | 22½      | 48.      |
| 11                                 | Magyarország "B" · ½–3½            | –                                 | –                  | Mihók-Juhász Barbara 2193             | 0              | Lakos Nikoletta 2192                | ½                   | Karácsonyi Kata 2233                | 0                                | Demeter Dorina 2199            | 0                   | 12        | 23       | 65.      |
| Szerzett pontszám (Játszmák száma) | Szerzett pontszám (Játszmák száma) | 4 (9)                             | 4 (9)              | 4 (9)                                 | 4 (9)          | 5½ (9)                              | 5½ (9)              | 5½ (10)                             | 5½ (10)                          | 4 (7)                          | 4 (7)               | 12        | 23       | 65.      |
| Teljesítményérték                  | Teljesítményérték                  | 1981                              | 1981               | 1872                                  | 1872           | 2059                                | 2059                | 1896                                | 1896                             | 1924                           | 1924                |           |          |          |
| Élő-pontszám-változás              | Élő-pontszám-változás              | −21,8                             | −21,8              | −92,4                                 | −92,4          | +3,6                                | +3,6                | -36,4                               | -36,4                            | -13,6                          | -13,6               |           |          |          |

## A Nona Gaprindasvili-trófea
A Nona Gaprindasvili-trófeát a FIDE 1997-ben alapította az 1971–1987 közötti női világbajnok tiszteletére. Annak az országnak a válogatottja kapja, amelynek a nyílt és a női versenyben elért helyezéseinek összege a legkisebb. Holtverseny esetén a csapatpontszámokat, majd az eredeti sorrendeket eldöntő számításokat adják össze.
| Hely. | Nemzet                    | Helyezések össz. | Csapatpontok össz. | S-B   | Egyéni pontok össz. |
| ----- | ------------------------- | ---------------- | ------------------ | ----- | ------------------- |
| Arany | India                     | 2                | 40                 | 908,5 | 66,0                |
| Ezüst | Amerikai Egyesült Államok | 5                | 34                 | 813,0 | 60,0                |
| Bronz | Örményország              | 11               | 34                 | 726,0 | 58,0                |
| 4.    | Kína                      | 11               | 33                 | 813,5 | 62,5                |
| 5.    | Spanyolország             | 14               | 33                 | 741,0 | 60,5                |
| 6.    | Üzbegisztán               | 15               | 33                 | 707,0 | 55,0                |
| 7.    | Azerbajdzsán              | 23               | 31                 | 684,0 | 55,0                |
| 8.    | Ukrajna                   | 24               | 31                 | 679,0 | 53,5                |
| 9.    | Grúzia                    | 25               | 32                 | 707,0 | 56,5                |
| 10.   | Magyarország              | 25               | 31                 | 675,5 | 55,0                |

## FIDE 100 Award
A FIDE megalakulásának 100. évfordulója alkalmából kiosztott díjakat az alábbiak nyerték. A kitüntetettek egy részét sakknagymesterekből, történészekből és oktatókból álló rangos zsűri választotta ki, míg a Legjobb férfi játékos és a Legjobb női játékos díjazottjait nyilvános szavazás útján határozták meg.
- Legjobb férfi játékos: Magnus Carlsen
- Legjobb női játékos: Polgár Judit
- Legjobb férfi versenybíró: Andrzej Filipowicz
- Legjobb női versenybíró: Anastasia Sorokina
- FIDE-oktatók díja (férfi): Vlagyimir Tukmakov
- FIDE-oktatók díja (női): Polgár Zsuzsa
- Legjobb férfi csapat: Örményország
- Legjobb női csapat: Grúzia
- Legjobb közösségimédia-befolyásoló: Nakamura Hikaru
- Legjobb sakkújságíró: Leonard Barden
- A legemlékezetesebb FIDE-sakkverseny: 1972-es sakkvilágbajnokság
- A legemlékezetesebb privát sakkverseny: Linaresi sakktorna
- A 100 év legjobb sakktárgyú könyve: Bobby Fischer: My 60 Memorable Games
- Legjobb fotós: Anastasia Karlovich
- Legjobb oktató: Abel Talamantez
- A sakk társadalmi hatása: Sakk a szabadságért, Cook megyei seriff hivatala
- A nők szószólója a sakkban: Jean-Michel Rapaire
- Inkluzivitás: Nemzetközi Mozgássérült Szövetség (International Physically Disabled Chess Association – IPCA), Nemzetközi Braille Sakkszövetség (International Braille Chess Association – IBCA) és Siketek Nemzetközi Sakkbizottsága (International Chess Committee of Deaf – ICCD)
- Elnöki díj: Friðrik Ólafsson, Nona Gaprindasvili, Hszie Csün, Smbat Lputian, Faiq Hasanov, Geurt Gijssen, Georgios Makropoulos és Rex Sinquefield.